# Se conocieron en Guayaquil
Se conocieron en Guayaquil  es una película dramática ecuatoriana de 1949 dirigida y producida por el chileno Alberto Santana. Fue la primera película sonora realizada en Ecuador, que tenía una industria cinematográfica muy incipiente en ese momento. Fue un éxito comercial en su estreno. El título se refiere a Guayaquil, la ciudad más grande del país. La película trata de un soldado ecuatoriano que vuelve de combatir en la Segunda Guerra Mundial y debe adaptarse a la vida civil.